# El viaje de Gordo al fin del mundo
El viaje de Gordo al fin del mundo (Gordos Reise ans Ende der Welt) es una película documental alemana de 2007, realizada por Uwe Müller, de 45 minutos de duración. Describe la adaptación de un perro gordito desterrado de los barrios residenciales de Buenos Aires hasta una ciudad extraña: Ushuaia.
Al contrario de lo que podría pensarse, la película no es de un sentimentalismo melodramático al estilo de Walt Disney. Por el contrario, el enfoque documental permite describir con mucha agudeza (pero también en tono de humor) las sociedades humanas y caninas de la ciudad de Ushuaia y sus alderedores, los magníficos paisajes de la Tierra del Fuego.

## Argumento
Gordo es un perro mimado, un poco «morocho» por sobrealimentación, que vive en los barrios ricos de Buenos Aires. Un día se escapa de la custodia de su "paseador" y salta en el remolque de un camión, que arranca de repente. Al detenerse el camión, Gordo se halla en Ushuaia. Gordo va a descubrir una ciudad en la cual cincuenta mil humanos coexisten, tanto por cariño como por descuido, con dieciséis mil perros errabundos, sin parecer enterarse de los problemas de higiene pública que tal proliferación genera: mordeduras, rabia, hidatidosis , leptospirosis, leishmaniasis y otras enfermedades peligrosas para los humanos tanto como para los animales. En Ushuaia la indulgencia de los humanos para sus parásitos caninos es notable: podemos observar a la gente alimentando a los perros, los transeúntes alejándose cuando una pelea de perros les cierra el paso, el cartero que corre como un descosido delante de jaurías de perros ladradores, los coches que frenan para evitar los perros que persiguen sus neumáticos o cruzan las calles a su capricho... y además, el empleado de la perrera es agobiado.
Las aventuras de Gordo seguirán cuatro ciclos, cada uno con su propio ambiente humano y animal. 
- Primero en el centro de la ciudad: Gordo trata de tomar su parte de las ricas sobras de los restaurantes de menús hiperproteínicos, pero es rechazado por los perros dominantes parroquianos del barrio. Trata, como los otros perros pícaros, de seguir y ablandar a uno de los doscientos cincuenta mil turistas forasteros que desembarcan cada año de inmensos paquebotes en «la ciudad más al sur del mundo», pero las puertas de los hoteles se cierran delante de él.

- Gordo intenta luego explorar los barrios residenciales, pero cada villa ya tiene su perro que ladra detrás de la reja de su jardín, y en esa zona la perrera merodea. Gordo consigue robar una ristra de salchichas en la mesa de una casa, pero un «ave cara-cara» frustra sus planes, se la roba y la lleva a lo alto de su árbol.

- Después, Gordo se aleja hasta los barrios de chabolas, donde humanos borrachos hacen eses entre coches arruinados. Un paisaje de solares polvorientos, bajo del ojo helado de las cordilleras. Pero aquí todo es peor: las basuras son escasas, hay que contar con la competición de los buitres «galinazos». Además los perros son aún más numerosos aquí, hipersexualizados y agresivos. Gordo se da a la fuga para salvar la vida.

- Al famélico Gordo solo le quedan los campos, y encuentra varias presas aleatorias para un perro de salón: una rata tuco-tuco se hunde en su madriguera y se ríe de él; un ave fría le aleja de sus huevos piando "teru-teru !" y simulando estar herida. Gordo por fin ve a largos perros delgados, de grandes colmillos, parecidos a los dingos australianos, que cazan en vano a guanacos, y después a ovejas en sus corrales. Va a comer de la carroña de una oveja, cuando un gaucho surge, encara su carabina, y le apunta...

- Datos: Q5827062